# (9591) 1991 FH2
(9591) 1991 FH2 est un astéroïde de la ceinture principale découvert en 1991.

## Description
(9591) 1991 FH2 a été découvert le 20 mars 1991 à l'observatoire de La Silla, au Chili,  par Henri Debehogne.

### Caractéristiques orbitales
L'orbite de cet astéroïde est caractérisée par un demi-grand axe de 2,99 UA, un périhélie de 2,79 UA, une excentricité de 0,07 et une inclinaison de 0,75° par rapport à l'écliptique. Du fait de ces caractéristiques, à savoir un demi-grand axe compris entre 2 et 3,2 UA et un périhélie supérieur à 1,666 UA, il est classé, selon la JPL Small-Body Database, comme objet de la ceinture principale.

### Caractéristiques physiques
(9591) 1991 FH2 a une magnitude absolue (H) de 13,8 et un albédo estimé à 0,272.